# Antoine Coysevox

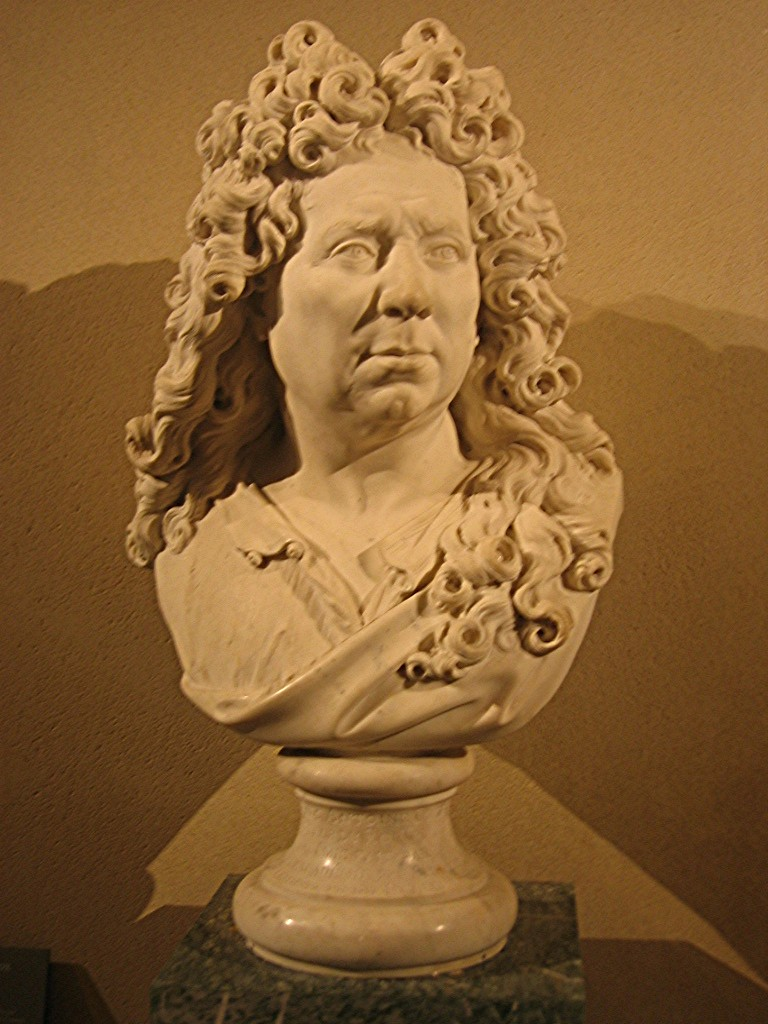
Selbstporträt von Antoine Coysevox

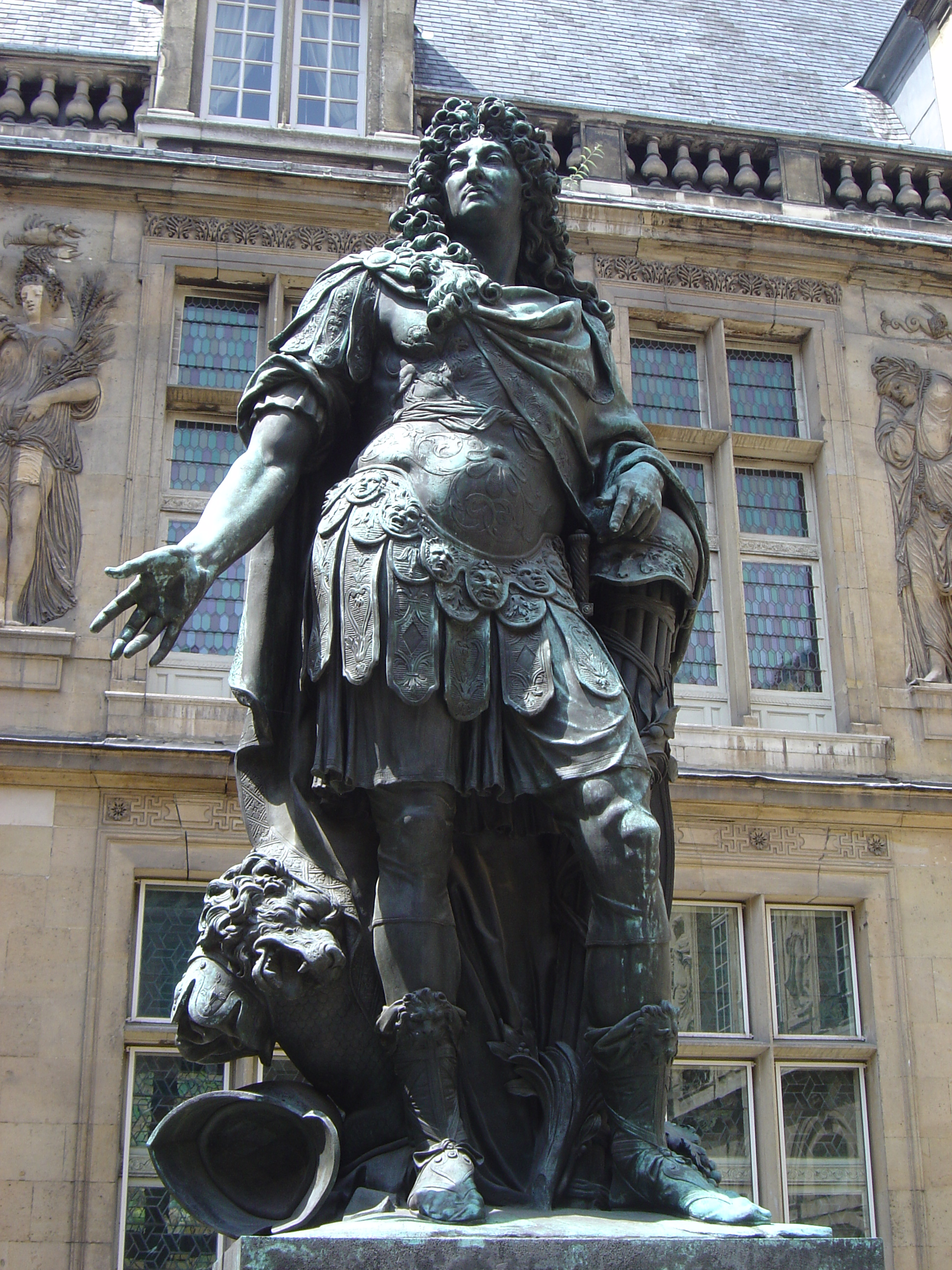
Ludwig XIV., König von Frankreich, Statue von Antoine Coysevox. Musée Carnavalet, Paris

Antoine Coysevox, auch Coyzevox (* 29. September 1640 in Lyon; † 10. Oktober 1720 in Paris) war ein französischer Bildhauer der Barockzeit.
Coysevox ging mit 17 Jahren nach Paris in die Werkstatt des Bildhauers Louis Lerambert und 1667 für vier Jahre nach Zabern, wo er im Palast des Bischofs Franz Egon von Fürstenberg-Heiligenberg arbeitete.
1666 wurde er Hofbildhauer Ludwigs XIV. und später Direktor der Pariser Akademie. Seit 1677 führte er viele dekorative Arbeiten für das Schloss Versailles aus und entfaltete bis zu seinem Tod eine sehr umfangreiche Tätigkeit. 
Coysevox gilt als einer der wichtigsten Bildhauer in der Zeit des Hochbarocks in Frankreich. Während seine höfisch-repräsentativen Werke und die figürlichen Grabdenkmäler das Pathos und die üppige Pracht des Hochbarocks widerspiegeln, lassen bereits einige seiner zahlreichen Büsten und Porträts den von Bernini übernommenen schwelgerischen Stil hinter sich und weisen in ihrer Eleganz und der geschärften Beobachtung individueller Züge auf das Rokoko voraus.
Coysevox war auch Lehrmeister seiner Neffen Nicolas und Guillaume Coustou und des Guillaume Hulot.

## Werke
Ein ausführliches Werkverzeichnis befindet sich auf der französischen Wikipedia-Seite zum Künstler.
- Ludwig XIV. zu Pferd, Relief, um 1688, Versailles, Salon de la Guerre
- Ludwig XIV., Musée Carnavalet, Paris
- Mausoleum für Jean-Baptiste Colbert in der Pfarrkirche St-Eustache de Paris, 1685–87
- Grabmal des Malers Charles Lebrun in St. Roche
- Grabmal Jules Mazarins im Louvre, 1689–93
- Marmorstatuen im Tuileriengarten, 1700–1702 (Merkur auf dem Pegasus)
- Duchesse de Bourgogne als Diana, 1710, Louvre